# Barrage de Khashm El Girba
Le barrage de Khashm El Girba est un barrage près de la ville de Khashm El Girba au Soudan sur l'Atbara.
Il a été construit dans les années 1960. Il devait permettre le développement de l'agriculture par  irrigation dans une région où avaient été déplacées des populations (50 000 personnes) provenant du Wadi Halfa. Ce déplacement avait été nécessité par la montée des eaux du barrage d'Assouan. Le nom de New Halfa fut donné à cette région.